# 第2回オールガールズクラシック
第2回オールガールズクラシックは、2024年4月26日から28日まで、久留米競輪場にて開催された、ガールズケイリンのGI競走である。優勝賞金は750万円（副賞含む。本賞金は550万円）。
令和6年能登半島地震を受け、被災地支援競走として実施。令和6年能登半島地震復興支援競輪第2回オールガールズクラシックの名称で開催された。

## レースプログラム
三日間とも、敗者戦も含めて全て後半6レースで行われる。なお、前半6レースはアンダーカードとして、オールガールズクラシックとは別であっせんされたガールズケイリン（格付けはFII。2レースずつ3グループ）が行われる。
初日の予選競走においては、前年同様に男子の共同通信社杯競輪と同様に、選考順位に基づいた自動編成で決定された。
| 優秀 | 26（金）       | 27（土） | 28（日） |
| ---- | -------------- | -------- | -------- |
| 7R   | 予選           | 選抜     | 選抜     |
| 8R   | 予選           | 選抜     | 選抜     |
| 9R   | 予選           | 選抜     | 選抜     |
| 10R  | 予選           | 準決勝   | 特選     |
| 11R  | 予選           | 準決勝   | 特選     |
| 12R  | ティアラカップ | 準決勝   | 決勝     |

## 決勝戦

### 競走成績
- 4月28日（日）第12レース[4]
- 誘導員…紫原政文（福岡）[5]

| 着 | 番 | 選手名     | 齢 | 府県   | 期別 | 級班 | 着差     | 上り | 決ま り手 | S/J H/B | 個人 状況        |
| -- | -- | ---------- | -- | ------ | ---- | ---- | -------- | ---- | --------- | ------- | ---------------- |
| 1  | 1  | 児玉碧衣   | 28 | 福岡   | 108  | L1   |          | 11.9 | 捲り      |         | 重注（過度牽制） |
| 2  | 2  | 吉川美穂   | 31 | 和歌山 | 120  | L1   | 1車身1/2 | 11.8 | マーク    |         | 重注（過度牽制） |
| 3  | 3  | 尾崎睦     | 39 | 神奈川 | 108  | L1   | 2車身    | 12.2 |           |         | 重注（過度牽制） |
| 4  | 4  | 柳原真緒   | 26 | 福井   | 114  | L1   | 1/4車輪  | 12.1 |           |         | 重注（過度牽制） |
| 5  | 6  | 野口諭実可 | 31 | 大分   | 102  | L1   | 1/2車身  | 12.0 |           |         | 重注（過度牽制） |
| 6  | 7  | 久米詩     | 24 | 静岡   | 116  | L1   | 1車身1/2 | 12.5 |           |         | 重注（過度牽制） |
| 7  | 5  | 小林莉子   | 31 | 東京   | 102  | L1   | 大差     | 13.7 |           | JHB     | 重注（過度牽制） |

### 配当金額
|  | 【未発売】 |

| 1=2 | 140円 | (1) |
| 1=3 | 220円 | (3) |
| 2=3 | 430円 | (7) |

|  | 【未発売】 |

| 1=2 | 310円 | (1) |

| 1=2=3 | 560円 | (1) |

| 1-2 | 390円 | (1) |

| 1-2-3 | 1,260円 | (1) |

### レース概略
誘導員が発走機の横を通過し号砲が鳴り、一旦は全員が発走機を離れるも、そこからは誰も前へ出ようとせず、全員が全員で牽制し合い、ゴール線のあたりでノロノロしたペースが続き、いきなり誘導員と大きく離れた状態となる。1コーナー手前で小林莉子が押し出される形で先頭に立ち、そこからは⑤小林 - ③尾崎 - ④柳原 - ①児玉 - ②吉川 - ⑥野口 - ⑦久米の並びで誘導員を追いかける形となった。
先頭の小林がようやく誘導員に追いついたのは残り2周の赤板手前の4コーナーを過ぎた辺りであり、そのため7名全員に重大走行注意（重注）が2つ付いた。
赤板手前から久米が上昇するも柳原の横で車を止め、児玉の動きを牽制。しかし打鐘手前で児玉は車を下げて、小林 - 尾崎 - 柳原 - 久米 - 児玉 - （外）野口（内）吉川、で打鐘を迎える。打鐘は鳴るもペースは上がらず、一旦久米が車を上げて二番手まで来るもまだ児玉は動かない。小林が意を決して先行し、小林 - 久米、少し車間が空いて尾崎 - 柳原 - 児玉 - （外）野口（内）吉川、の順で最終HSを通過。
逃げる小林を追って児玉は最終2コーナーから捲りを放ち、最終3コーナー手前で4車並走となるほど外に膨れるもそれを捲り切り、3コーナーで先頭に立ってそのままゴールを駆け抜けた。児玉の後ろを追い上げた吉川が前回に引き続き2着、3着は柳原に僅かに先着した尾崎。

## 特記事項
- 久留米でのGI開催は、渡邉一成が制覇した2016年の第31回読売新聞社杯全日本選抜競輪以来8年ぶり（なお、次回は岐阜で開催される事になっている）。

- 今回からは、4月の開催となった。なお、4月にGI扱いの決勝戦が行われたのは1976年の第29回日本選手権競輪以来48年ぶり。

- 今開催の特別観覧席とロイヤル席に関しては、3日間全てで電話による事前予約発売とした[11][注 2]。

- 今大会のキャッチフレーズは「最強の女子、降臨―」。ポスタービジュアルには、女子競輪を題材としたキャラクターコンテンツプロジェクト『リンカイ!』のメインキャラクターであり、今回開催された久留米競輪場をホームバンクとする久留米美虹（くるめ つつじ）が掲載されている[12]。また、今大会開催期間中は『リンカイ!』特設ブースが設けられ、最終日の28日には放送中のテレビアニメ『リンカイ!』出演声優である佐々木李子（久留米美虹役）と和久井優（立川麗夢役）によるトークショーとライブも行われた[13]。

- 久留米競輪場は通常のナイター開催では無料送迎バスの運行は行っていない（デイ開催のみ運行）が、今回はGIということもあり特別に運行された。

- 初日の開会式での選手宣誓は、地元の児玉碧衣が担当。なお、前年に引き続き開会式に出席した選手はティアラカップに出場した7選手のみだった。

- 開会式・ティアラカップ、最終日優勝者表彰式はいずれも、芝生広場特設ステージにて行われた[14]。

- シリーズ全体での目標額は26億3000万円[15]だったが、シリーズ全体三日間の総売上額は30億1413万9100円[16]となり、前年を下回る結果となったが、目標額は約3億8000万円上回った。なお、各日ごとの入場者数と売上額は、初日入場1,457人・売上9億2854万1700円[17]、2日目入場2,597人・売上9億2401万200円[18][注 3]、最終日入場2,766人・売上11億6158万7200円[19]。また、前年に続き単独開催でのGI開催の売上ワーストは更新している。

### 放送関係
- 今回も、前年同様に地上波の中継は組まれなかった。代替としてBS放送では、BSテレ東にて最終日の20:00 - 20:55[注 4]に『ガールズケイリンパーティー 第2回オールガールズクラシック（GI）決勝戦』にて決勝戦の生中継が放送された[20][21][注 5]。中継の解説は中野浩一、リポーターとBS用の優勝インタビュアーは中根舞美アナウンサー、実況は中川聡アナが担当（レース映像は、今回もテレ東独自の物を使用）。なお、今回も地上波の深夜ダイジェストは放送されなかった。

- 決勝戦中継とは別に、テレ東《TXN系列 全6局ネット》にて4月20日の16:45 - 17:15に事前特番として「今日もどこかで誰かが戦っている3」を放送した。

### 競走データ
- この年に予定されているパリ五輪出場を目指すナショナルチームの選手は、出場した前年と異なり同チームでの活動を優先して不参加の扱いとなった。また、佐藤水菜と梅川風子はティアラカップにも権利があったが、欠場により石井寛子と柳原真緒が繰り上がる事となった[22][23]。

- 荒牧聖未[注 6]と村田奈穂が欠場したことにより、補欠順位1位の渡口まりあと3位の山口伊吹が繰り上げ出場となった。

- 選手入場曲は、決勝戦を除き前年同様にアンダーカードも含め全日全レースともに『FLY』（ALLY&DIAZ feat.MINMI&SATOSHI from 山嵐）。なお、ファンファーレも全レース通常のGI用が使われた（クラシック決勝戦のみGI決勝戦用）。

- アンダーカード3グループの決勝戦優勝者は、（A／第4レース）松本詩乃（初優勝）、（B／第5レース）高木佑真、（C／第6レース）竹野百香（完全優勝）。

- クラシック決勝戦は、全通りで1番人気の決着となった。

- 優勝した児玉碧衣は、前年の佐藤水菜に続き3日間とも全て1着の完全優勝となった。また、地元選手がGIを制したのは、第36回読売新聞社杯全日本選抜競輪（2021年）の郡司浩平以来。